# Dinar sérvio

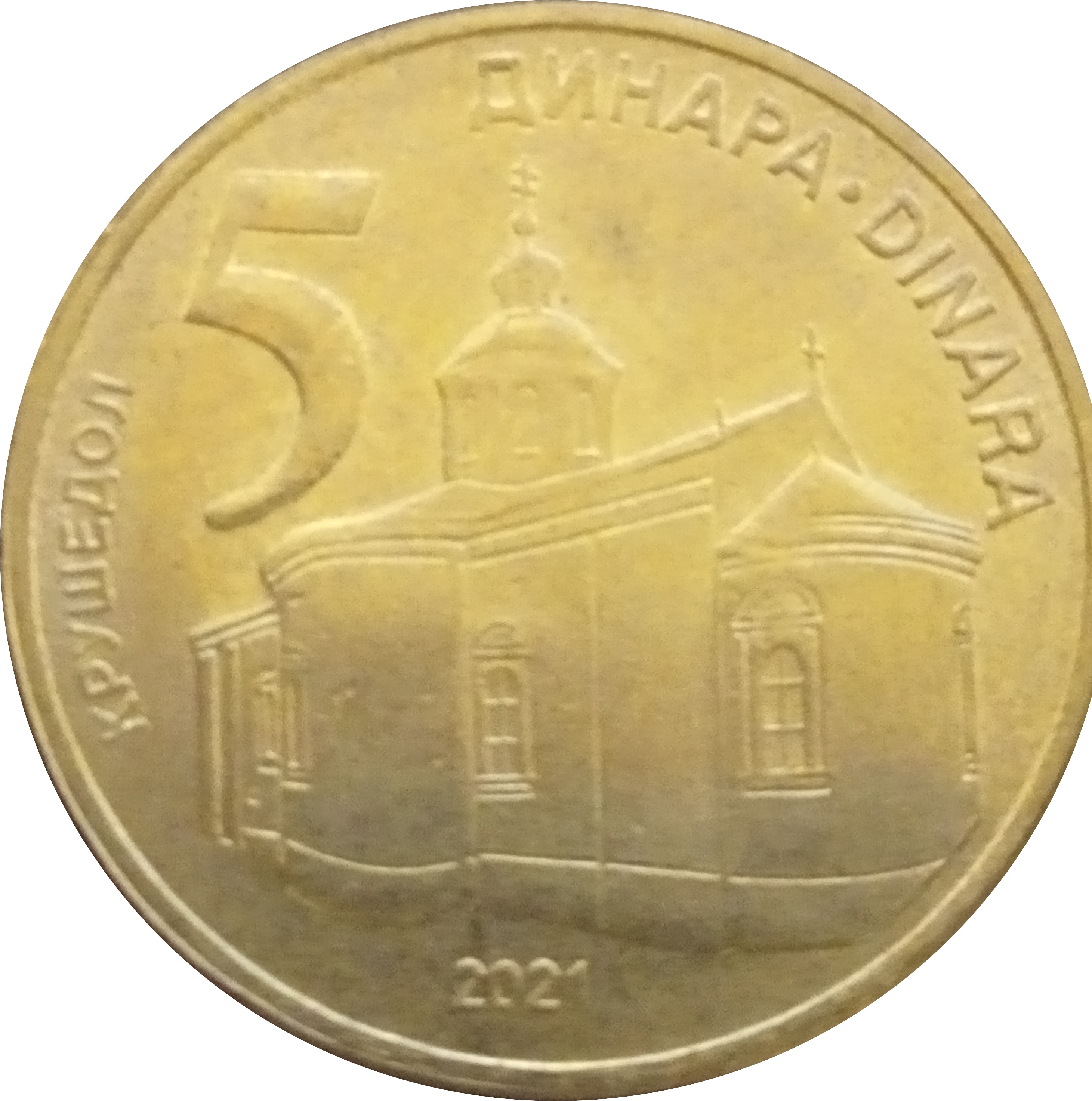
Moeda de 5 dinares

O dinar sérvio é a moeda nacional da Sérvia. Quando da formação do novo estado da Sérvia-Montenegro, em 2003, foi criado a moeda dinar sérvio (CSD) para a Sérvia, entretanto Montenegro começou a usar o euro (EUR). Após a separação da Sérvia e Montenegro, o dinar sérvio foi modificado para (RSD), ocorrência em 25 de Outubro de 2006.

## História
O dinar sérvio substituiu o dinar iugoslavo em 2003, quando a República Federal da Iugoslávia foi transformada na União Estatal da Sérvia e Montenegro. Tanto o Montenegro como o território disputado do Kosovo já tinham adoptado o marco alemão e mais tarde o euro quando o marco foi substituído por ele em 2002. Os sérvios no norte do Kosovo e os enclaves dentro dele continuam a usar o dinar. No entanto, em Fevereiro de 2024, o governo do Kosovo proibiu a utilização do dinar para pagamentos, tornando o euro a única moeda com curso legal a nível nacional. O primeiro-ministro do Kosovo, Albin Kurti, esclareceu mais tarde que a moeda não estava proibida, mas que o euro seria a única moeda legal para transacções comerciais e que haveria um período de transição de meses para facilitar a nova legislação.